# Lingue katuiche
Le lingue katuiche formano un ramo delle lingue austroasiatiche parlate dalle popolazioni katuiche, composte da circa 1,3 milioni di persone nel sud-est asiatico.
Paul Sidwell è uno specialista su queste lingue. Egli notò che le lingue austroasiatiche/mon-khmer sono lessicalmente più simili al katuico e al bahnarico quanto più vicine sono geograficamente. Disse che questa somiglianza geografica è indipendente dal ramo della famiglia a cui appartiene ogni lingua. Disse anche che le lingue katuiche e quelle bahnariche non hanno innovazioni condivise, e di conseguenza non formano un singolo ramo della famiglia austroasiatica, ma diramazioni separate.

## Classificazione
Nel 1966, un'analisi lessicostatistica di varie lingue austroasiatiche nell'Asia sudorientale continentale fu eseguita dai linguisti del Summer Institute of Linguistics David Thomas e Richard Phillips. Questo studio portò al riconoscimento di due nuovi sottorami distinti dell'austroasiatico, ovverosia quelle katuiche e bahnariche (Sidwell 2009). Sidwell (2005) mise in dubbio l'ipotesi vieto-katuico di Diffloth, affermando che le prove erano ambigue e che non era chiaro in quale ramo della famiglia linguistica appartenevano le lingue katuiche. Dati sufficienti per l'utilizzo nella sottoclassificazione delle lingue katuiche diventarono disponibili solo negli anni '90, quando il Laos fece entrare nello stato ricercatori stranieri.

### Sidwell (2005)
La sottoclassificazione del katuico è stata proposta da Sidwell (2005). Inoltre, Sidwell (2009) analizza il ramo katu come il sottogruppo più conservatore del katuico.
- Ramo del katuico occidentale
  - Lingua kuy
    - Kuy, Souei

  - Lingue bru
    - Bru, So
- Ramo di Ta'Oi
  - Ta'Oi, Katang
    - Kriang, Ngeq
- Ramo di katu
  - Katu, Phuong, Kantu, Triw, Dak Kang
- Ramo di Pacoh
  - Pacoh

### Gehrmann (2019)
Gehrmann (2019) propone la seguente classificazione delle lingue katuiche.
Proto-katuico
- Katuico proto occidentale
  - Lingue kuy
  - Lingue bru
- Proto-Pacoh-Ta'oi
  - Lingue ta'oi
  - Lingue pacoh
- Lingue kriang
- Lingue katu

Ethnologue elenca anche la lingua kassang tra le katuiche, anche se questa è considerata invece una lingua bahnarica (Sidwell 2003). Sia la lingua kuy che quella bru hanno ciascuna circa mezzo milione di locutori, mentre la lingua Ta'Oi ha circa 200.000 parlanti.